# 千葉県道176号夷隅御宿線
千葉県道176号夷隅御宿線（ちばけんどう176ごう いすみおんじゅくせん）は、千葉県いすみ市から夷隅郡御宿町に至る一般県道である。

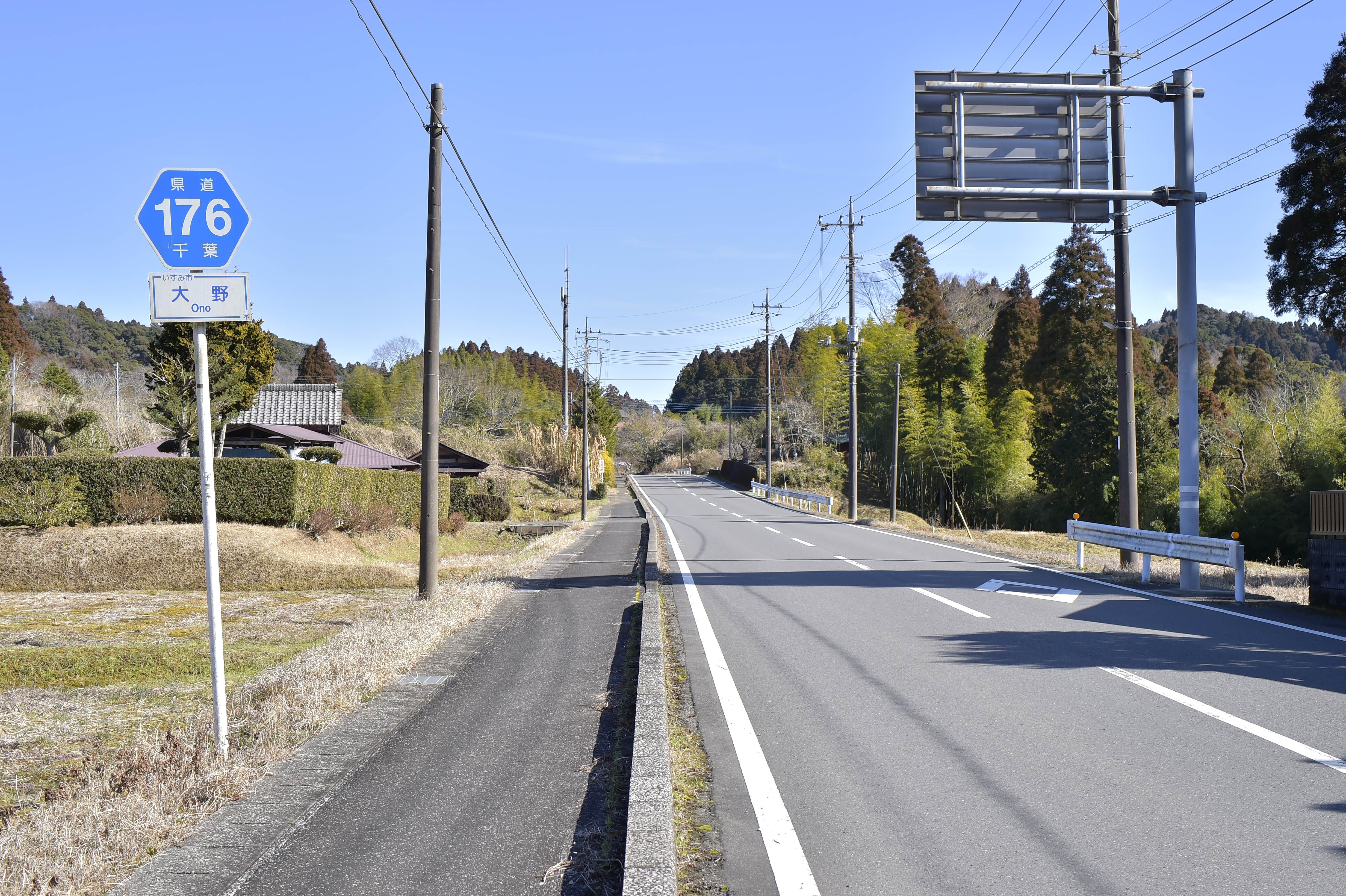
千葉県道176号夷隅御宿線
いすみ市大野（2023年2月）

## 路線データ
- 起点：いすみ市大野（交差点名標識なし、千葉県道82号天津小湊夷隅線交点）
- 終点：夷隅郡御宿町新町（御宿町新町交差点、国道128号交点）
- 総延長：14.127 km（夷隅土木事務所管内：14.127 km[1]）
- 重用延長：1.926 km（夷隅土木事務所管内：1.926 km）
- 実延長：12.201 km（夷隅土木事務所管内：12.201 km[1]）

## 道路施設

### トンネル
- 越口隧道（いすみ市大野：延長54 m、1966年完成）[2]
- 布施隧道（夷隅郡御宿町上布施：延長38 m、1930年完成、1986年トンネル南側に新道が建設され廃止）

## 地理

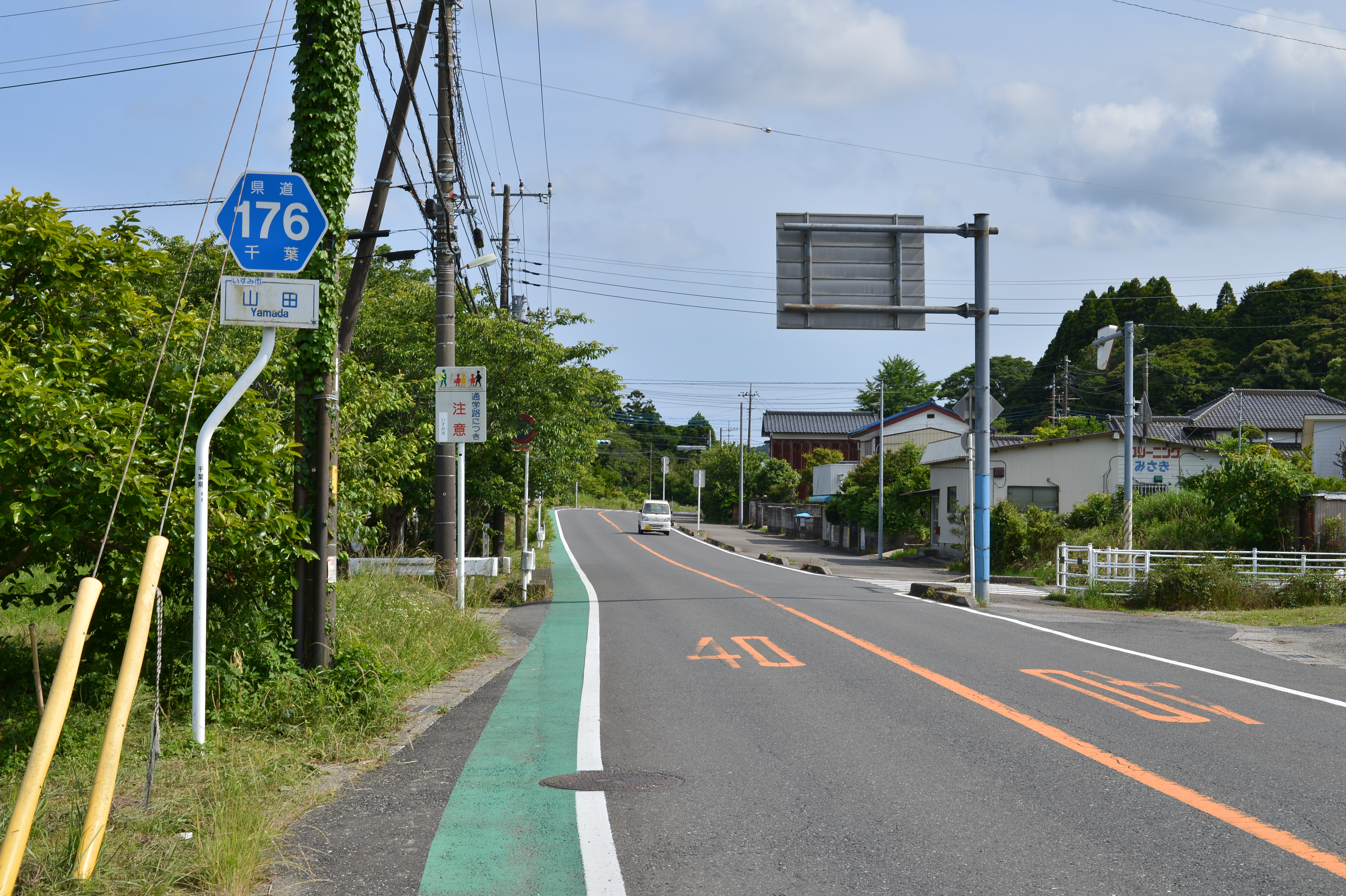
いすみ市山田（2015年6月）

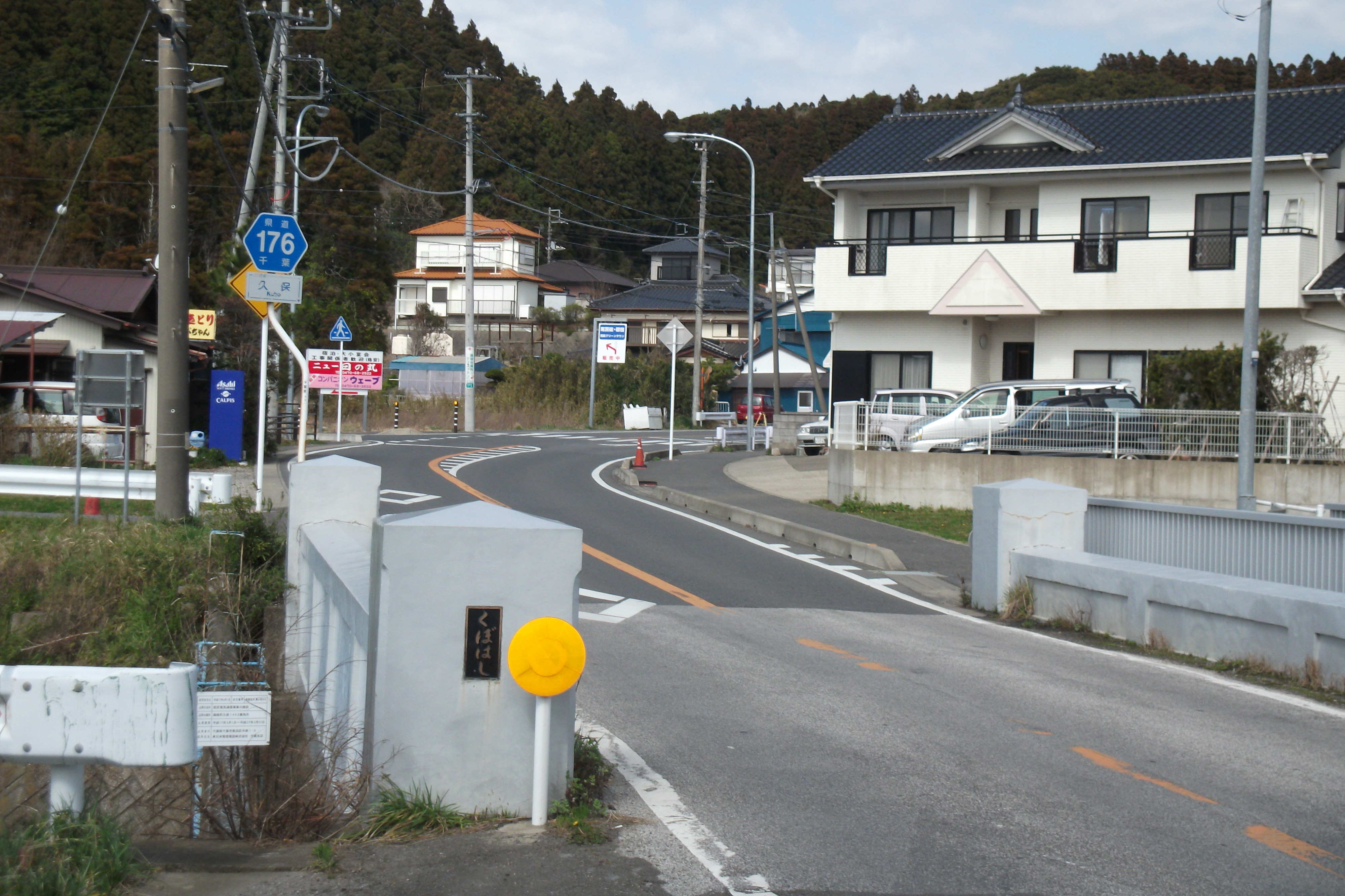
御宿町（2012年3月）

### 通過する自治体
- 千葉県
  - いすみ市 - 夷隅郡御宿町

### 交差する道路
- 千葉県道82号天津小湊夷隅線

いすみ市大野（交差点名標識なし、起点）
- 国道465号

いすみ市山田（山田交差点）
- 千葉県道174号勝浦布施大原線

いすみ市下布施（下布施交差点） - 夷隅郡御宿町上布施（上布施交差点）※重複区間
- 国道128号

夷隅郡御宿町新町（御宿町新町交差点、終点）

### 沿線
- 源氏ほたるの里（いすみ市山田）
- いすみ市立東小学校（いすみ市山田）
- 山田郵便局（いすみ市山田）
- 布施学校組合立布施小学校
- いすみ警察署布施駐在所（夷隅郡御宿町上布施）
- 布施郵便局（夷隅郡御宿町上布施）
- 御宿霊園（夷隅郡御宿町久保）
- 中央国際高等学校（夷隅郡御宿町久保）